# Rasmus Rasmussen
Rasmus Rasmussen (Viby, 1899. május 26. – Odense, 1974. április 11.) olimpiai ezüstérmes dán tornász.
Az 1920. évi nyári olimpiai játékokon indult tornában és a svéd rendszerű csapat összetettben ezüstérmes lett.
Klubcsapata a DDS&G's Hold volt.